# Загайново (разъезд, Троицкий район)
Загайново — разъезд (тип населенного пункта) в Троицком районе Алтайского края России. Входит в состав Беловского сельсовета.

## География
Район в центральной части края.
Климат
континентальный. Средняя температура января −19 °C, июля +19,9 °C. Годовое количество атмосферных осадков 450 мм.

## История
Основан в 1936 г. в связи со строительством разъезда на участке Алтайская — Бийск Западно-Сибирской железной дороги.

## Население
| 1997 | 1998 | 1999 | 2000 | 2001 | 2002 | 2003 | 2004 | 2005 | 2006 | 2007 | 2008 |
| ---- | ---- | ---- | ---- | ---- | ---- | ---- | ---- | ---- | ---- | ---- | ---- |
| 72   | ↗93  | ↗105 | ↘96  | ↗107 | ↘86  | ↘81  | ↗83  | ↘81  | →81  | ↗84  | ↘81  |
| 2009 | 2010 | 2011 | 2012 | 2013 |      |      |      |      |      |      |      |
| ↘80  | ↘62  | ↘60  | →60  | ↘53  |      |      |      |      |      |      |      |

Национальный состав
Согласно результатам переписи 2002 года, в национальной структуре населения русские составляли 98 % от 93 чел.

## Инфраструктура
Путевое хозяйство Западно-Сибирской железной дороги.
Все услуги жители разъезда получают в посёлке Беловский.

## Транспорт
Загайново доступно автомобильным и железнодорожным транспортом.
В пешей доступности автодорога межмуниципального значения «Алейск — Безголосово — автодорога 01К-13» (идентификационный номер 01 ОП МЗ 01Н-0103).